# Marcelo Djaló
Marcelo Amado Djaló Taritolay (Barcelona, 8 de outubro de 1993), conhecido também como Marcelo Djaló ou apenas Marcelo, é um futebolista hispano-guineense que atua como zagueiro. Atualmente defende o Buriram United e a Seleção Guineense.

## Carreira em clubes
Depois de jogar por Pineda, Mataró e Sánchez Llibre, Marcelo Djaló passou ainda pela base do Real Madrid até 2012, quando chegou ao Badalona, onde passou um período de testes antes de assinar contrato em julho do mesmo ano. Em uma temporada pelos Escapulats, o zagueiro atuou 21 vezes e marcou dois gols, assinando com o Granada em julho de 2013, sendo repassado ao time B, onde jogou 26 partidas.
Assinou com a Juventus em agosto de 2014 e foi reemprestado em seguida ao Granada B por um ano. Em janeiro de 2015, disputou seu único jogo pelo time principal dos Granadinistas na derrota por 4–0 para o Sevilla, pela Copa del Rey. Ainda vinculado ao time italiano, passou por Girona, UCAM Murcia, e Lugo até o final do contrato com a Vecchia Signora, em julho de 2017, quando assinou sem custos com o Fulham. Pelos Cottagers, o zagueiro atuou em 4 jogos oficiais (2 pela Premier League e outros 2 pela Copa da Liga Inglesa) antes de ser emprestado novamente, desta vez para o Extremadura, tendo participado de 12 jogos. Em 2019, assinou com o Lugo por 3 temporadas, jogando 42 vezes e marcando um gol na segunda passagem pelos Albivermellos.
Jogaria ainda por Boavista, Hércules e Palencia antes de ser contratado pelo Buriram United em julho de 2024.

## Carreira internacional
Nascido em Barcelona, Marcelo Djaló é filho de um guineense e de uma argentina e chegou a ser convocado para defender a seleção Sub-17 da Espanha, em 2010.
Em nível profissional, optou em representar a Guiné-Bissau (além da Espanha, era considerado também elegível para defender a Argentina), sendo convocado pela primeira vez a uma partida dos Djurtus em março de 2019, contra Moçambique, porém não entrou em campo. A estreia oficial do zagueiro foi em junho, em um amistoso contra Angola.
Disputou 2 edições da Copa das Nações Africanas, em 2019 e 2023. 

## Títulos
UCAM Murcia
- Segunda División B: 2015–16[13]

Buriram United
- Campeonato de Clubes da ASEAN: 2024–25[14]